# M249 SAW
M249 Squad Automatic Weapon (M249 SAW) er et let maskingevær der bruges af USA's militær. Det er en betegnelse for en variant af FN Minimi. Begge produceres af belgiske Fabrique Nationale og bruger 5.56 x 45 mm NATO ammunition.
Minimi vandt kontrakten for et nyt støttevåben til det amerikanske militær i de sene 1970'ere og tidlige 1980'ere. Siden da er våbnet blevet købt af mange lande, specielt NATO lande.
M249 er en af mange våben der brugte den nye NATO standardkaliber 5.56 x 45 mm NATO. Den belgiske SS109 ammunition der blev udviklet til Minimi blev valgt som ny NATO standard 5.56 ammunition. Som en konsekvens blev M16A2 riflen indført med en ny rifling i løbet i forhold til M16A1 der brugte den tidligere amerikanske M193 5.56 mm ammunition.
Minimi og M249 er ikke helt det samme våben. M249 har undergået en række produktudviklinger, men der er planlagt et skift til et nyt let maskingevær. I 2005 blev der sat gang i søgningen efter et sådant. M249s største rival er det spanske Ameli maskingevær, der er en nedskaleret MG3 der er kalibreret til 5.56 mm NATO.